# Talode
Talode es una ciudad y  municipio situada en el distrito de Nandurbar en el estado de Maharashtra (India). Su población es de 2636 habitantes (2011). Se encuentra a orillas del río Tapi, a 26 km de Nandurbar.

## Demografía
Según el censo de 2011 la población de Talode era de 26363 habitantes, de los cuales 13303 eran hombres y 13060 eran mujeres. Talode tiene una tasa media de alfabetización del 79,81%, inferior a la media estatal del 82,34%: la alfabetización masculina es del 85,51%, y la alfabetización femenina del 74,08%.